# Tent
Albums de The Nits
The Nits
(1978) New Flat
(1980)
Tent est un album de The Nits paru en 1979 chez Columbia Records.

## L'album
Tutti Ragazzi, sorti le 23 février 1980, fut classé 31e au top 40 néerlandais. 

## Liste des chansons
Tous les titres sont de Henk Hofstede (HH) et de Michiel Peters (MP).

### Album vinyle

#### Face A
1. Tent – 2:07 (HH)
2. A to B; C to D – 3:01 (MP)
3. The Young Reporter – 2:42 (HH)
4. 4 Ankles – 2:27 (MP/HH)
5. Hook of Holland – 2:48 (HH)
6. Frozen Fred – 2:25 (MP)
7. Ping Pong – 2:33 (HH)

#### Face B
1. Tutti Ragazzi – 2:13 (HH)
2. Out of Suburbia – 2:38 (MP)
3. Bungalow – 2:42 (HH)
4. 1:30 – 3:08 (MP)
5. Johnny Said Silver – 2:46 (HH)
6. Who's the Killer – 2:29 (HH)
7. Take a Piece – 2:05 (HH)
8. Tent (Reprise) – 1:03 (HH)

### Album CD
1. Tent – 2:07 (HH)
2. A to B; C to D – 3:01 (MP)
3. The Young Reporter – 2:42 (HH)
4. 4 Ankles – 2:27 (MP/HH)
5. Hook of Holland – 2:48 (HH)
6. Frozen Fred – 2:25 (MP)
7. Ping Pong – 2:33 (HH)
8. Tutti Ragazzi – 2:13 (HH)
9. Out of Suburbia – 2:38 (MP)
10. Bungalow – 2:42 (HH)
11. 1:30 – 3:08 (MP)
12. Johnny Said Silver – 2:46 (HH)
13. Who's the Killer – 2:29 (HH)
14. Take a Piece – 2:05 (HH)
15. Tent (Reprise) – 1:03 (HH)
16. Umbrella – 3:10 (HH)
17. Some Other Night – 2:39 (MP)
18. Harrow Accident – 3:02 (MP)

## Crédits

### Le groupe
- Henk Hofstede – claviers, chant
- Rob Kloet – batterie, backing vocals
- Alex Roelofs – basse, backing vocals
- Michiel Peters – guitare, chant
- Paul Telman – ingénieur du son
- Hans Schot – transport

### Autres musiciens
- The Tapes – backing vocals (titre 12)

### Techniciens
- The Nits – producteurs (sauf titres 3 & 8)
- Aad Link – producteur (sauf titres 3 & 8)
- Robert Jan Stips – producteur (titres 3 & 8)
- Aad Link – ingénieur du son (Artisound)
- Eric van Tijn – ingénieur du son (Artisound)
- Robin Freeman – ingénieur du son (Relight)
- John Sonneveld – ingénieur du son (DMC Baarn)

### Divers
- John Prins – photographies (Fotografie BV)
- The Nits – design & mise en page